# Подводная лодка проекта 717
Подводная лодка проекта 717 — большая транспортно-десантная подводная лодка-минный заградитель. Работы по её созданию были начаты в 1967 г. в ЦПБ «Волна» МСП под руководством Н. А. Киселева, уже участвовавшего в работах по проектам транспортных лодок 664 и 748. Технический проект был готов в 1971 г. и предусматривал трехкорпусную конструкцию, в центральном корпусе располагались все основные системы, экипаж и личный состав десанта, а в боковых — техника. Лодка имела два реактора с ТЗА, работавших на два винта в кольцевых каналах. Длина лодки достигала 190 м, а надводное водоизмещение — 18000 т, могла погружаться на 300 м и развивать скорость до 18 узлов. Лодка могла нести 252 мины в минных трубах, осуществлять спасательные работы с применением подводных аппаратов, несла 6 торпедных аппаратов и 2 30-мм артиллерийские установки для самообороны, оснащалась ГАС «Рубин». Необычная конструкция лодки потребовала серьёзной проработки с использованием моделей, техническая документация готовилась с учётом производства на Северном машиностроительном предприятии, однако загруженность его постройкой боевых лодок сделала невозможной построки транспортной лодки и все работы по проекту были свернуты.